# I Carabinieri

I Carabinieri (Les Carabiniers, ou I Soldati conquistatori, Les Soldats conquérants) est une pièce de théâtre de Beniamino Joppolo écrite en 1945.

## Personnages
Textes italiens  de Beniamino Joppolo
- noms utilisés pour la première version du texte intitulée I soldati conquistatori
  - Michelangelo
  - Leonardo (*Michelino)
  - Lucia
  - Anna
  - Primo carabiniere
  - Secondo carabiniere
  - Voce dall'esterno di Rizzoli
  - Voce dall'esterno di Calogero

Traductions de Jacques Audiberti (1954-1958) & Traduction de Giovanni Joppolo (2000)
- Michelangelo
- Leonardo
- Lucia
- Anna
- Premier carabinier
- Second carabinier
- Voix de Rizzoli
- Voix de Calogero

Scénario de Jean-Luc Godard (1963) (avec les noms proposés dans le scénario initial)
- Michel Ange
- Ulysse (*Machiavel)
- Cléopâtre (*Agrippine)
- Vénus (*Lucrèce)
- Les carabiniers
- La révolutionnaire - Le vendeur de voitures – Le père du bébé – Carabinier à l'anguille – Troisième carabinier – La femme du monde – Un carabinier – Un autre carabinier – Un révolutionnaire – Couple dans voiture

## Résumé
(réalisé à partir des versions italienne et françaises définitives)
Primo tempo [acte premier]
Lucia et sa fille Anna se trouvent dans la pièce principale de leur domicile. Michelangelo et Leonardo, respectivement fils et frère de ces dernières, accourent, affolés. Deux carabiniers avancent en direction de leur habitation. Mère et enfants se questionnent sur une prétendue culpabilité. Les enfants se cachent. Les carabiniers font irruption, calmement. Lucia les accueille, de manière affable. Elle leur offre à boire, dans un jeu de courbettes et respects mutuels. Lucia insiste sur l'honnêteté de l'ensemble de sa famille, et en appelle à son défunt mari. Les carabiniers, qui ont besoin de se reposer après la longue marche qui les a menés jusque chez les Lapenna, acceptent de se restaurer. Anna revient et, avec sa mère, suppose que les carabiniers souhaitent se rendre chez les voisins Rizzoli ou Calogero, qui habitent dans les tréfonds de la campagne esseulée dans laquelle eux-mêmes résident. Les carabiniers démentent, d'une manière très allusive et évidente. Les uns et les autres comprennent et révèlent enfin l'objet de leur présence : les carabiniers sont venus voir les deux garçons de la famille. La nouvelle emplit les femmes de terreur. Les carabiniers récupèrent leur attention en prêchant l'honneur dont la famille est comblée. Michelangelo et Leonardo, sous les appels de leur sœur, accourent. Après diverses vérifications de la véracité des dires des carabiniers, les deux frères se prêtent au jeu de l'appel aux armes, et font montre de leur forme physique et de leur sens du combat. Les carabiniers saluent l'engouement de la famille désireuse d'en savoir davantage sur la gloire qui les attend. Ils présentent l'honneur de l'appel aux armes par lettre personnelle que le roi fait aux jeunes paysans, alors qu'ils auraient dû endurer une sélection bestiale et humiliante. Les jeunes jouent de leur prétendue naïveté et font les gros bras devant ces carabiniers tout en paroles. Finalement, Lucia retient les carabiniers et les invite à rester et à se nourrir avec leurs denrées personnelles. Elle en profite pour leur faire signer, sous peine de l'usage de la force de sa progéniture, des contrats d'acceptation stipulant la cession des propriétés conquises lors du conflit prochain à ses enfants et à sa lignée : territoires, objets, personnes, les carabiniers acceptent malgré eux de tout laisser aux futurs soldats Lapenna. Pour fêter cette double gloire providentiellement acquise, la famille tue le veau gras et autre bétail de cour, et organise de but en blanc un banquet du succès. Coups de feu, cris de bêtes égorgées, chants et exclamations de joie terminent le premier acte, alors que Lucia commande de manière suave au carabinier de préparer un plat de polenta tout en huile de coude.
Secondo tempo [acte second]
Lucia et sa fille attendent avec impatience le retour des deux jeunes hommes. Ces derniers arrivent enfin, chargés de deux grandes caisses militaires. Leonardo boite, Michelangelo a perdu un œil. Ils ironisent sur leur état. Lucia hurle de douleur, pendant qu'Anna s'étonne de l'absence de prisonniers ou d'esclaves qui auraient pu les aider. Anna incite ses frères à vider le contenu précieux de leurs bagages. Leonardo précède son frère, et présente son linge sale avec un éclat de rire. Les deux carabiniers font leur apparition. Ils portent un grand sac. Les Lapenna pensent qu'il s'agit d'une logique divine ourdie par le roi : les carabiniers sont là chargés des documents qui pourront confirmer leurs conquêtes. Les carabiniers, d'abord étonnés, se lancent dans une transe, dont ils s'excusent, au cours de laquelle ils prétendent entrer dans l'esprit de leur roi afin d'expliquer la situation aux sujets de la famille Lapenna. Anna, pendant ce temps, ne pense qu'à la caisse de Michelangelo, encore fermée. Les carabiniers encensent le rôle du roi, et le besoin de la guerre pour enrichir les pauvres bougres, comme les Lapenna. Michelangelo saute sur l'occasion pour vider sa caisse, en sortir des photos et des papiers, et montrer l'étendue de ses conquêtes. S'ensuit une description de la guerre : complexe, désordonnée, affreusement absurde, le tout présenté avec un certain amusement et une fierté d'avoir su tirer son épingle du jeu. En effet, Michelangelo raconte qu'il a réuni ses camarades de guerre et ses supérieurs pour organiser la division des conquêtes. À partir de ce moment-là, photos, cartes postales et documents signés ont établi les prix revenant à chacun des soldats. Une petite dispute enfantine oppose Michelangelo à son frère qui aurait laissé une vigne déjà acquise à un autre camarade d'infanterie. Les Lapenna expliquent leurs conquêtes aux femmes : cathédrales, cimetières, propriétés agricoles... Le premier carabinier réveille son acolyte et reprend sa comédie. Au terme de la transe, bien que les Lapenna demandent les attestations qui confirmeraient leurs conquêtes, les carabiniers offrent, au nom du roi, les croix de guerre attestées par deux parchemins signés par le souverain. Lucia ressort le document signé par les carabiniers le jour de l'enrôlement de ses fils, et demande des comptes, sous le regard photographique de son époux. Les carabiniers se défilent astucieusement, et repartent en ville voir, selon leurs dires, le roi. Lucia enjoint à ses enfants de préparer une fête pour le soir même car, après avoir vu le roi, ses conseillers et ses notaires, elle et ses enfants, guidés par Rizzoli et Calogero récupéreront officiellement leur dû.  Les coups de feu qui proviennent de l'extérieur sont interprétés comme les signes d'une fête populaire, une victoire générale, partagée. 
Terzo tempo [acte troisième]
Lucia et Anna enjoignent Michelangelo et Leonardo à se hâter et à se vêtir de manière élégante pour vite aller voir le roi. À l'extérieur, Rizzoli et Calogero sont arrivés avec leurs mules, et chargent les coffres remplis de documents. Ils semblent pressés de descendre au village et ne cessent d'appeler les Lapenna. Anna soupçonne Rizzoli et Calogero, qui entretemps se disputent, de vouloir profiter de leur nouvelle richesse. Sa mère la rassure. Au moment du départ, deux individus sournois et inquiets s'interposent sur le seuil de la maison, et empêchent les Lapenna de partir. Ils connaissent les quatre hôtes qui, de leurs côtés, n'ont pas reconnu les carabiniers. Affligés et apeurés, ils demandent aux Lapenna de les cacher et de ne pas suivre Rizzoli et Calogero au village. Lucia s'exécute : Rizzoli et Calogero précédent les Lapenna. On entend des coups de feu, puis un silence de plomb s'installe. Les individus s'expliquent : la guerre a été perdue, la révolte met le village à feu et à sang. Furieuses, les deux femmes courent après Michelangelo et Leonardo. Ces derniers sont alors pris par une fantasmagorie de déni au cours de laquelle ils continuent de louer leurs conquêtes. Lucia hurle de douleur, Anna exige des explications. L'enchantement des deux frères continue : ils racontent l'avancée des ennemis, puis leur déroute, et leur retour précipité. Les frères retombent dans un moment de folie, persuadés qu'ils n'ont rien perdu, que ce qui a été conquis leur appartient malgré tout. Les individus se réveillent alors et, dans la même fantasmagorie, appuient leurs propos. Ennemis ou pas, tout le monde devant s'incliner devant le roi, la fin de la guerre reconnaîtra d'après eux les conquêtes des Lapenna qui deviendront, à ce titre, interlocuteurs privilégiés de leur altesse déchue. Poursuivant la logique des deux individus, Lucia emmène ses quatre enfants auprès du roi pour qu'il puisse signer les documents de leurs nouvelles propriétés. Les carabiniers s'interposent avec force : ils affirment que le roi est déjà parmi eux (le premier carabinier incarne le roi, le second se présentant comme son premier ministre), et qu'ils n'ont pas besoin de se déplacer pour le voir. Les carabiniers se lancent alors dans une nouvelle transe au cours de laquelle les responsabilités de la guerre sont déversées sur les jeunes Lapenna. La fantasmagorie prend fin lorsque Michelangelo réalise que les documents risquent d'être éliminés par les rebelles. Les carabiniers tentent de soudoyer les Lapenna qui, de leur côté, tiennent à ce que la signature soit apposée à leurs documents. Anna exige alors l'ouverture de la valise des individus royaux. C'est alors que les carabiniers révèlent leur identité, et racontent la révolte contre le roi à laquelle ils ont échappé. Anna et Lucia sont atterrées, terrorisées, en appellent à Dieu et à leur défunt père pour qu'ils leur viennent en aide. Le retour amusé des deux frères confirme le récit des carabiniers, et renverse la situation : les Lapenna ont à peine été intronisés chefs de la révolte contre la guerre et contre le roi, pour avoir tourné en ridicule le conflit. Les attestations de leur nouveau statut sont alors accrochées au mur. Les carabiniers obtiennent la protection des rebelles grâce aux Lapenna. Tous acceptent joyeusement le retour à leur situation initiale de paysans forts mais esseulés. Éclat de rire final autour de la jambe en métal de Leonardo. 

## Année de parution
- Les carabiniers jouent, Paris, « La parisienne », N. 23, décembre 1954 (premier acte traduit et présenté par Audiberti), p. 1253-1268.
- I carabinieri, tre atti, « Filmcritica », Roma, N. 90, octobre 1959, p. 233-285.
- I carabinieri, tre atti, « Sipario », Milano, N. 277, maggio 1969, p. 47-64.
- Les carabiniers, « L'avant-scène Cinéma », Paris, N. 171-172, juillet-septembre 1976 (scénario par Roberto Rossellini et Jean Gruault d'après la pièce de Beniamino Joppolo, avec des dialogues et des indications de Jean-Luc Godard), p. 3-42.
- Teatro, volume primo, Marina di Patti Éditrice Pungitopo, 1989.
- Les carabiniers, trois actes, traduction complète par Giovanni Joppolo, in Beniamino Joppolo - Le nouveau théâtre sicilien, « Scena aperta », N. 1, Toulouse, Université de Toulouse-Le Mirail, 2000, p. 137-211.

## Mots clés
Carabiniers, famille, guerre, jeu, conquête, blessure, force, mort.

## Mises en scène
- 1945 : Compagnie de jeunes acteurs, mise en scène F. Piccoli, Bologne (trois représentations).
- 30 juillet 1948 :  Mise en scène de F. Piccoli, Teatro della Soffitta, Bologne.
- 1949 : Teatro Stabile, Catane.
- 15 juin 1955 : Festival de Nogent-sur-Marne (trad. de J. Audiberti).
- 17 novembre 1956 : mise en scène d'Herbert Wockinz, traduction J. Gallop, Theater Der Courage, Vienne (puis Zurich).
- 23 mars 1957 : Wageningse Studenten Toneelvereniging, Wageningen (Pays-Bas).
- (29 mai ?) 2 juin 1958 : mise en scène de Michel De Ré, traduction Jacques Audiberti, Théâtre d'Aujourd'hui, Paris.
- 20 août 1958 : Kampflatz, Frankfurt.
- 18 juin 1958 : Stadtisches Theater, Mayence.
- Juin 1962 : Festival dei Due Mondi, mise en scène de Roberto Rossellini, décors de Renato Guttuso, Spolète (avec Pupella Maggio, Turi Ferro et Gastone Moschin).
- Septembre 1966 : dans la traduction Karabiniarerna de B. Boden, Malmö.
- 17 octobre 1969 : retransmission télévisuelle, Suisse, traduction Josef Gallop, réalisation Ettore Cella, Deutschschweizer Programm.
- 22 octobre 1970 : Compagnie « La loggetta », mise en scène de Marco Parodi, Teatro S. Chiara, Brescia.
- 8 mai 1974 : Theater am Niedermein, Niedermein (?).
- 24 octobre 1974 : Circuito ARCI, Cooperativa Teatro di Sardegna, mise en scène M. Parodi.
- 16 juin 1975 : Malmö Stadstheater, Malmö.
- 1975 : mise en scène de Michele Mirabella, Teatro Piccinni, Bari.
- Avril 1976 : Compagnie Théâtre en liberté, mise en scène Pierre Meyrand, Centre culturel, Chelles.
- Février 1977 : Circuito ARCI, « Cooperativa Teatro di Sardegna ».
- 15 décembre 1977 : mise en scène de F. Forte, Teatro Mark, Salerne.
- Janvier 1979 : mise en scène de Lamberto Puggelli, Teatro stabile, Catane.
- Septembre 1994 : mise en scène de Ninni Bruschetta et Franscesco Calogero, Teatro Verdi, Messine (puis Gibellina et Orestiadi).

## Remarques
La pièce originale de 1945 était intitulée I soldati conquistatori. C'est, à priori, à partir de cette version que J. Audiberti établit sa première traduction libre en 1954 (Les carabiniers jouent, puis Les carabiniers, présentent de nouveaux personnages, des chansons, le tout écrit dans un style clairement audibertien). Dès 1959, la parution de la pièce originale de Beniamino Joppolo dans la revue « Filmcritica » propose de nombreuses modifications effectuées au cours des années précédentes par l'auteur. Les changements les plus importants concernent le titre, qui devient I carabinieri, la fin de l'acte second, et l'acte troisième, entièrement réécrit par l'auteur. En 1962, la pièce est à nouveau remaniée par Joppolo en vue de la mise en scène de Roberto Rossellini dans le cadre du Festival dei due mondi à Spoleto (version IC). L'édition de 1969 dans la revue « Sipario » présente de son côté un texte pratiquement équivalent. Enfin, l'édition Pungitopo (1989) propose une version corrigée et « nettoyée » de l’œuvre, avec les toutes dernières modifications certainement apportées à la suite des représentations et des différentes éditions. 
En 1963, avec l'aide de Roberto Rossellini et Jean Gruault, Jean-Luc Godard adapte la pièce à l'écran sous le titre Les Carabiniers.